# Didier Bourrier
Pour les articles homonymes, voir Bourrier.
Didier Bourrier, né le 18 mai 1955 à Paris 11e et mort le 26 octobre 1987 à Bonneuil-sur-Marne (Val-de-Marne), est un coureur cycliste français? Il évolue au niveau professionnel de 1978 à 1980.

## Palmarès

### Par année
- 1977
  - Paris-Mantes
  - 5e étape du Tour d'Île-de-France (contre-la-montre, ex aequo avec Patrice Thévenard)

### Résultats sur les grands tours

#### Tour de France
1 participation
- 1979 : abandon (1re étape)